# Godljevo
Godljevo (Servisch cyrillisch Годљево) is een plaats in de Servische gemeente Kosjerić. De plaats telt 348 inwoners (2002).